# Jambatan Sungai Kebun
Die Jambatan Raja Isteri Pengiran Anak Hajah Saleha (Raja Isteri Pengiran Anak Hajah Saleha-Brücke, arabisch جمبتن راج استري ڤڠيرن انق حاجه صاليها, auch malaiisch Jambatan Sungai Kebun, engl. Sungai Kebun Bridge) ist eine Schrägseilbrücke, welche das Stadtzentrum von Brunei mit dem Gebiet (Mukim) von Sungai Kebun in Bandar Seri Begawan verbindet. Sie ist benannt nach Königin Saleha, der ersten Frau von Sultan Hassanal Bolkiah. Die Schrägseilbrücke ist die erste ihrer Art in Brunei. Sie wurde am 14. Oktober 2017 offiziell eröffnet. Es handelt sich dabei weltweit um die zweitlängste Schrägseilbrücke mit nur einem Pylon.

## Architektur
Die Brücke ist insgesamt 622 m lang und der Hauptabschnitt überspannt 300 m. Der Pylon steht auf der Ostseite des Brunei River, nahe der Jalan Residency, und erhebt sich bis auf 157 m. Auf der Spitze befindet sich ein islamischer Dom mit einem Durchmesser von 8,7 m. Er wiegt 9,5 t. Dieser Turm ist seither das höchste Gebäude in Brunei.
Der Tragkörper trägt eine vierspurige Fahrbahn mit Fußgängerwegen auf beiden Seiten und großzügigen Straßenanschlüssen an beiden Enden.
Am Fuß des Pylons ist eine halbmondförmige Insel angelegt, die an das Panji-Panji (Wappen Bruneis) erinnern soll. Auf der Insel befindet sich ein kleines Gebäude, das als Galerie dienen soll.

## Geschichte
Das Bau-Ministerium begann im Juni 2013 mit der konkreten Planung für die Brücke als Teil des 10. Nationalen Entwicklungs-Plans. 
Der Spatenstich wurde am 16. Januar 2014 vom Kronprinz Al-Muhtadee Billah ausgeführt. Die Ausführung geschah als Joint Venture zwischen der südkoreanischen Baufirma Daelim Industrial und der einheimischen Swee. Der Bau dauerte drei Jahre und kostete 139 Millionen Brunei-Dollar.
Die Brücke wurde am 2. Oktober 2017 testweise für die Öffentlichkeit geöffnet. Am 14. Oktober wurde sie mit einer großen Eröffnungszeremonie im Rahmen des goldenen Thronjubiläums des Sultans eröffnet. Unter anderem wurde Feuerwerk der Firmen Howard & Sons, Hunan Dream Fireworks und Liuyang Intently Fireworks abgefeuert und eine Parade dekorierter Flöße abgehalten.